# کاردرکلا
کاردرکلا، روستایی است از توابع بخش بابل‌کنار شهرستان بابل در استان مازندران ایران.

## جمعیت
این روستا در دهستان درازکلا قرار دارد و براساس سرشماری مرکز آمار ایران در سال ۱۳۸۵، جمعیت آن ۵۴۶ نفر (۱۶۷خانوار) بوده‌است.

## مکان‌های محلی و تاریخی
این روستا به چهار قسمت بالا،پایین،کروکلا و پلوچ تقسیم می‌شود که قسمت بالا و پایین یا به زبان محلی بالا محله و پایین محله هر کدام دارای تکیه  جدا گانه برای انجام مراسم و مناسک مذهبی می‌باشند. همچنین داخل محوطه این تکایا قبرستان نیز می‌باشد.
از اماکن تاریخی این محل نیز می‌توان به حمام گلی و سنتی و امامزاده‌های آن اشاره کرد.
در این روستا رود خانه ای با نام محلی اناکر جریان دارد که در طول مسیر رودخانه درختان سر سبز و بلندی وجود دارد که به زیبایی های آن می افزاید.
از دیگر جاذبه های طبیعی این روستا آبشارهای متعددی است که به هفت آبشار معروف میباشد

## طبیعت و محصولات کشاورزی
این روستا دارای رودخانه، جنگل‌ها، تپه‌ها و آبشارهای بسیار زیبایی می‌باشد.
برنج و مرکباتی مثل پرتغال و نارنگی محصولات اصلی کشاورزی این روستا هستند.
گوجه سبز، گردو، تمشک، انجیر، ازگیل و… سایر محصولات این روستا می‌باشند.